# Zeughausstraße (Wolfenbüttel)
Die Zeughausstraße ist eine Straße in Wolfenbüttel in Niedersachsen.

## Lage
Die Zeughausstraße liegt im Südosten der Innenstadt von Wolfenbüttel und östlich der Oker. Sie verläuft nordwestlich von der Lindener Straße bis zur Straße Am Wall. Die Länge der Straße beträgt etwa 200 Meter. Die Nummerierung der Häuser beginnt am nordöstlichen Ende an der Lindenstraße und läuft in Hufeisenform zurück. Von der Zeughausstraße geht südlich die Heimstättenweg ab. Die Postleitzahl für die Zeughausstraße ist die 38300.
Nördlich der heutigen Zeughausstraße wurde ab 1899 eine Artilleriekaserne gebaut. Die Kosten für die Kaserne übernahm die Stadt Wolfenbüttel, die Kaserne war ein wichtiger Wirtschaftsfaktor für die Stadt. Ab 1968 wurde hier Schulen erbaut, so nördlich der Zeughausstraße an der Ecke Linden Straße die Peter-Räuber-Schule, eine Schule für Lernhilfe. Peter Räuber war ein Schüler dieser Schule.

## Baudenkmale
Die Häuser Zeughausstraße 1, 2, 3, 4, 5, 6, 7 und 8 werden zu einer Gruppe baulicher Anlagen zusammengefasst. Das ehemalige Haus Zeughausstraße 10 gehörte ursprünglich auch in diese Gruppe, existiert aber nicht mehr.
| Lage                                         | Bezeichnung | Beschreibung | ID | Bild |
| -------------------------------------------- | ----------- | ------------ | -- | ---- |
| Zeughausstraße 1 52° 9′ 33″ N, 10° 32′ 57″ O | Wohnhaus    |              |    | BW   |
| Zeughausstraße 2 52° 9′ 33″ N, 10° 32′ 56″ O | Wohnhaus    |              |    | BW   |
| Zeughausstraße 3 52° 9′ 33″ N, 10° 32′ 55″ O | Wohnhaus    |              |    | BW   |
| Zeughausstraße 4 52° 9′ 32″ N, 10° 32′ 54″ O | Wohnhaus    |              |    | BW   |
| Zeughausstraße 5 52° 9′ 32″ N, 10° 32′ 54″ O | Wohnhaus    |              |    | BW   |
| Zeughausstraße 6 52° 9′ 32″ N, 10° 32′ 53″ O | Wohnhaus    |              |    | BW   |
| Zeughausstraße 7 52° 9′ 32″ N, 10° 32′ 52″ O | Wohnhaus    |              |    | BW   |
| Zeughausstraße 8 52° 9′ 32″ N, 10° 32′ 51″ O | Wohnhaus    |              |    | BW   |

## Ehemalige Baudenkmale
| Lage                                          | Bezeichnung | Beschreibung | ID | Bild |
| --------------------------------------------- | ----------- | ------------ | -- | ---- |
| Zeughausstraße 10 52° 9′ 32″ N, 10° 32′ 50″ O | Wohnhaus    |              |    |      |